# Keldon Johnson
Keldon Johnson (Chesterfield, 11 ottobre 1999) è un cestista statunitense, ala piccola dei San Antonio Spurs.

## Carriera

### Gli inizi
Dopo una stagione trascorsa con i Kentucky Wildcats, nel 2019 si dichiara per il Draft NBA, venendo chiamato con la ventinovesima scelta assoluta dai San Antonio Spurs.

### NBA (2019-oggi)

#### San Antonio Spurs (2019-oggi)
Il 20 giugno 2019, viene selezionato dai texani dei San Antonio Spurs come ventinovesima scelta assoluta durante il Draft NBA 2019 svoltosi al Barclays Center di Brooklyn; questa scelta fa parte dello scambio che nella stagione 2018-2019 ha visto i texani cedere Kawhi Leonard e Danny Green ai canadesi dei Toronto Raptors in cambio di DeMar DeRozan, Jakob Pöltl e la prima scelta al primo giro del Draft NBA 2019.

### Nazionale
Durante l'estate del 2017 gioca per la nazionale Under-19.
Il 18 luglio 2021 fa il suo esordio in nazionale maggiore realizzando 15 punti in amichevole contro la Spagna.

## Statistiche

### NCAA
| Anno      | Squadra           | PG | PT | MP   | TC%  | 3P%  | TL%  | RP  | AP  | PRP | SP  | PP   |
| --------- | ----------------- | -- | -- | ---- | ---- | ---- | ---- | --- | --- | --- | --- | ---- |
| 2018-2019 | Kentucky Wildcats | 37 | 36 | 30,7 | 46,1 | 38,1 | 70,3 | 5,9 | 1,6 | 0,8 | 0,2 | 13,5 |
| Carriera  | Carriera          | 37 | 36 | 30,7 | 46,1 | 38,1 | 70,3 | 5,9 | 1,6 | 0,8 | 0,2 | 13,5 |

#### Massimi in carriera
- Massimo di punti: 27 vs Tennessee State (23 novembre 2018)[6]
- Massimo di rimbalzi: 17 vs Auburn (23 febbraio 2019)
- Massimo di assist: 5 vs Auburn (23 febbraio 2019)
- Massimo di palle rubate: 3 (4 volte)
- Massimo di stoppate: 1 (6 volte)
- Massimo di minuti giocati: 43 vs Seton Hall (8 dicembre 2018)

### NBA

#### Regular Season
| Anno      | Squadra           | PG  | PT  | MP   | TC%  | 3P%  | TL%  | RP  | AP  | PRP | SP  | PP   |
| --------- | ----------------- | --- | --- | ---- | ---- | ---- | ---- | --- | --- | --- | --- | ---- |
| 2019-2020 | San Antonio Spurs | 17  | 1   | 17,7 | 59,6 | 59,1 | 79,5 | 3,4 | 0,9 | 0,8 | 0,1 | 9,1  |
| 2020-2021 | San Antonio Spurs | 69  | 67  | 28,5 | 47,9 | 33,1 | 74,0 | 6,0 | 1,8 | 0,6 | 0,3 | 12,8 |
| 2021-2022 | San Antonio Spurs | 75  | 74  | 31,9 | 46,6 | 39,8 | 75,6 | 6,1 | 2,1 | 0,8 | 0,2 | 17,0 |
| 2022-2023 | San Antonio Spurs | 63  | 63  | 32,7 | 45,2 | 32,9 | 74,9 | 5,0 | 2,9 | 0,7 | 0,2 | 22,0 |
| 2023-2024 | San Antonio Spurs | 69  | 27  | 29,5 | 45,4 | 34,6 | 79,2 | 5,5 | 2,8 | 0,7 | 0,3 | 15,7 |
| 2024-2025 | San Antonio Spurs | 77  | 0   | 23,9 | 48,2 | 31,8 | 77,3 | 4,8 | 1,6 | 0,6 | 0,3 | 12,7 |
| Carriera  | Carriera          | 370 | 232 | 28,6 | 46,7 | 35,2 | 76,2 | 5,4 | 2,2 | 0,7 | 0,3 | 15,6 |

#### Massimi in carriera
- Massimo di punti: 36 vs Brooklyn Nets (17 gennaio 2023)[7]
- Massimo di rimbalzi: 21 vs Cleveland Cavaliers (19 marzo 2021)
- Massimo di assist: 8 vs Minnesota Timberwolves (30 ottobre 2022)
- Massimo di palle rubate: 4 (2 volte)
- Massimo di stoppate: 3 vs Minnesota Timberwolves (10 gennaio 2021)
- Massimo di minuti giocati: 46 vs Washington Wizards (25 febbraio 2022)

### G League
| Anno      | Squadra      | PG | PT | MP   | TC%  | 3P%  | TL%  | RP  | AP  | PRP | SP  | PP   |
| --------- | ------------ | -- | -- | ---- | ---- | ---- | ---- | --- | --- | --- | --- | ---- |
| 2019-2020 | Austin Spurs | 31 | 30 | 30,2 | 53,1 | 24,7 | 75,7 | 5,6 | 2,4 | 0,8 | 0,6 | 20,3 |
| Carriera  | Carriera     | 31 | 30 | 30,2 | 53,1 | 24,7 | 75,7 | 5,6 | 2,4 | 0,8 | 0,6 | 20,3 |

## Palmarès
- McDonald's All-American Game (2018)
- Oro olimpico: 1 Tokyo 2020